# Thomas Stamford
Thomas William Stamford (ur. 20 grudnia 1882, zm. 30 maja 1949) – brytyjski polityk Partii Pracy, deputowany Izby Gmin.

## Działalność polityczna
W okresie od 6 grudnia 1923 do 27 października 1931 i od 5 lipca 1945 do śmierci 30 maja 1949 reprezentował okręg wyborczy Leeds West w brytyjskiej Izbie Gmin.